# Lenin-Allee (Jakutsk)

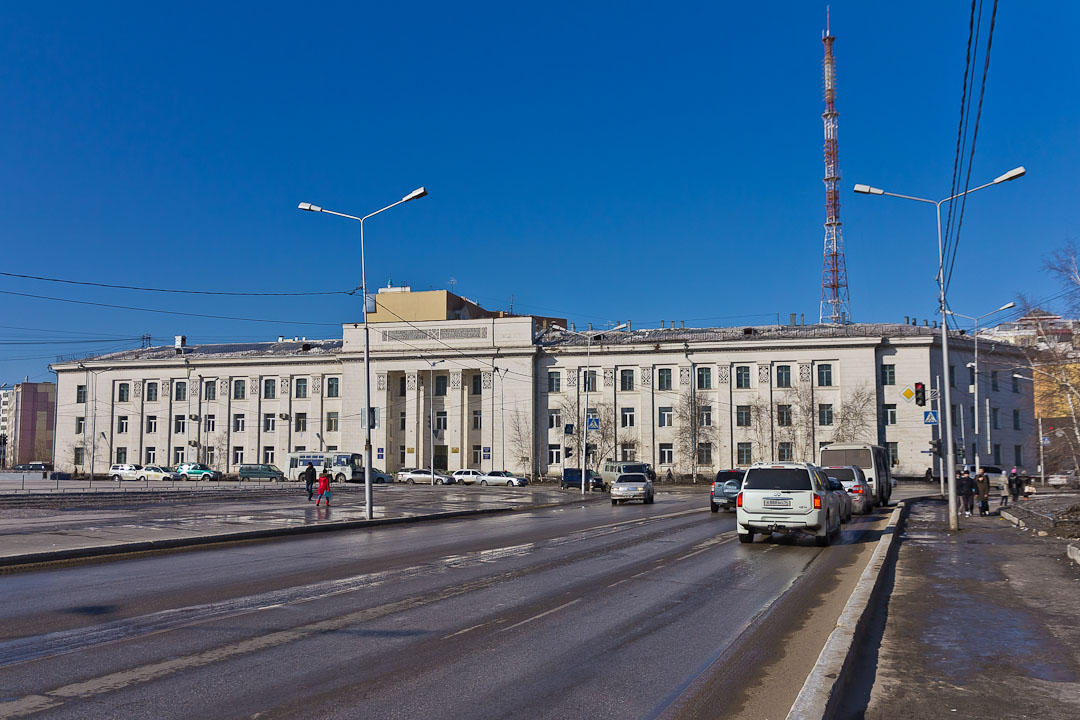
Lenin-Allee an einem Universitätsgebäude, 2012

Die Lenin-Allee ist die Hauptstraße von Jakutsk in Sibirien. Sie führt über 2,9 km Länge von der Chabarow-Straße bis zur Krasnojarow-Straße und 
verläuft durch die drei Verwaltungsbezirke Zentral, Oktjabrski und Awtodoroschny.

## Beschreibung
Die Lenin-Allee beginnt an der Chabarowsk-Straße in der Nähe des Stadtkanals des Flusses Lena, führt durch das Stadtzentrum und endet in der Nähe der Seminar-Kathedrale. Auf der Strecke von der Chabarowsk-Straße zum Dserschinski-Platz geht es nach Westen, dann geht es zum Platz der Freundschaft nach Südwesten, danach geht es bis zum Ende nach Süden.

## Geschichte
Der Lenin-Prospekt entstand im 18. Jahrhundert in Jakutsk und hieß zunächst Irkutsk-Trakt. Der Trakt lag zentral in der Stadt und war die längste und breiteste Straße der Stadt.
Anfang des 20. Jahrhunderts wurde der Irkutsk-Trakt in Große Straße umbenannt, auf der sich eine Bibliothek, das Haus des Gouverneurs und Bildungseinrichtungen befanden. Nach der Februarrevolution wurde sie 1918 in die Straße der Großen Februar-Revolution umbenannt, 1924 wurde sie in Straße der Großen Oktoberrevolution umbenannt, 1934 in die Straße der Oktoberrevolution. Erst 1962 erhielt die Straße ihren heutigen Namen Lenin-Allee. Diesen Namen trägt sie zu Ehren des 40-jährigen Jubiläums der jakutischen ASSR.
In den 1970er Jahren schmückte ein Platz die Allee, der zum Anziehungspunkt der Jakutaner wurde. Hier entstanden das Bronzedenkmal Lenins, das Haus der Sowjets (heute das Haus der Regierung Nr. 1), das Gebäude der Parteierziehung (Kinderkunstschule). Die Straße wurde allmählich belebt und alte Gebäude wurden durch neue ersetzt. Außerdem wurde die Straße mit ansehnlichen Zäunen, Ständen, hellen Anzeigen, Bannern, Bildschirmen und Klimaanlagen an den Fassaden der Gebäude versehen.

## Verkehr
Entlang der Allee gibt es sieben Haltestellen öffentlicher Verkehrsmittel:
- Sozialversicherung
- Kino Central
- Leninplatz
- Platz der Freundschaft
- Kino „Lena“
- Krasnojarow